# Blue Line
Blue Line (mã IATA = 4Y, mã ICAO = BLE) là hãng hàng không của Pháp, trụ sở ở Paris. Hãng có dịch vụ chở khách thuê bao cho các phòng du lịch và cho thuê máy bay cùng phi hành đoàn theo hợp đồng. Căn cứ chính của hãng ở Sân bay quốc tế Charles de Gaulle, Paris.

## Lịch sử
Blue Line được Xavier Remondeau (Chủ tịch kiêm Giám đốc điều hành) cùng 7 nhà đầu tư khác thành lập từ tháng 1/2002 và bắt đầu hoạt động từ tháng 5/2002. Hãng hiện có 160 nhân viên .

## Đội máy bay
(Ngày 10.7.2008):

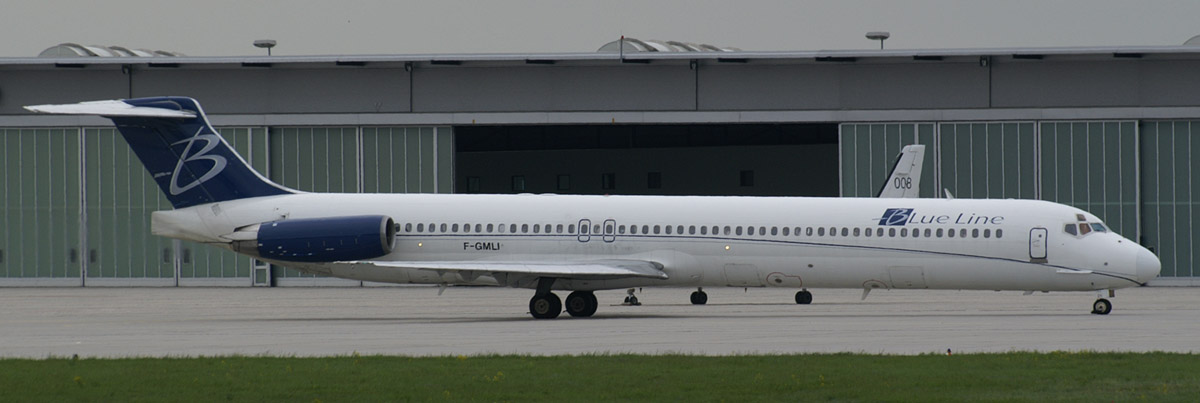
Máy bay McDonnell Douglas MD-83 của Blue Line

- 4 McDonnell Douglas MD-83 (1 bay cho Virgin Nigeria Airways và 1 cho Livingston Energy Flight)
- 2 Fokker 100

Tính tới 1.7.2008, tuổi trung bình các máy bay của Blue Line là 18.7 năm.